# Joseph François Dupont-Grandjardin
Joseph François Dupont-Grandjardin (17 octobre 1742, Alençon - 25 janvier 1794, Laval), est un homme politique français.

## Biographie
Il exerce dès avant 1775 les fonctions de juge criminel de Mayenne. Il est nommé successivement colonel de la garde nationale de cette
ville en juillet 1789, puis maire en 1790. Il est élu le 16 avril 1791 président de la Société des amis de la Constitution.
Il est maire de Mayenne quand il est élu aux Élections législatives de 1791 le cinquième des députés mayennais à l'Assemblée législative. Il siége dans la majorité, fait décréter le paiement des pensions de retraite des gardes nationales. 
Non réélu la Convention, il est nommé commissaire des guerres le 21 septembre 1792, et destitué en 1793. Alors il vient se fixer dans une petite propriété qu'il possède à Nuillé-sur-Ouette. L'obscurité où il vit n'empêche pas qu'un mandat d'arrêt est lancé contre lui le 21 nivôse 1794. Quelques jours après, il est amené dans les prisons de Laval. Il est jugé par la Commission militaire révolutionnaire du département de la Mayenne, il est guillotiné le 24 janvier 1794.
| Jugement de la commission militaire révolutionnaire du 6 pluviôse an II.... Au nom de la république Française, la commission révolutionnaire , établie dans le département de la Mayenne , a rendu le jugement suivant. - Vu l'interrogatoire de Joseph-François Dupont-Grandjardin, né à Alençon, département de l'Orne, demeurant ordinairement dans la commune de Mayenne, et dernièrement dans celle de Nuillé-sur-Ouette, ex-député à l'assemblée législative; .... - Entendu le républicain Volcler, accusateur public, en ses conclusions, la commission militaire révolutionnaire condamne à la peine de mort le nommé Joseph-François Dupont-Grandjardin, comme ayant conspiré contre la souveraineté du peuple français ; comme complice et adhérent des ennemis de la patrie, complicité que démontre évidemment le vote qu'il a émis pour l'infâme Lafayette, et les soupçons fondés d'intelligence avec un des chefs de la horde de la Vendée; enfin comme surpris dans un territoire voisin de celui qu'occupaient les ennemis de la république. Et sera le présent jugement exécuté sur le champ. |

## Sources partielles
- « Joseph François Dupont-Grandjardin », dans Adolphe Robert et Gaston Cougny, Dictionnaire des parlementaires français, Edgar Bourloton, 1889-1891 [détail de l’édition]
- « Joseph François Dupont-Grandjardin », dans Alphonse-Victor Angot et Ferdinand Gaugain, Dictionnaire historique, topographique et biographique de la Mayenne, Laval, A. Goupil, 1900-1910 [détail des éditions] (BNF 34106789, présentation en ligne)
- Queruau-Lamerie, Les Députés de la Mayenne de 1791, p. 6.